# هویتزر ام۱۱۵

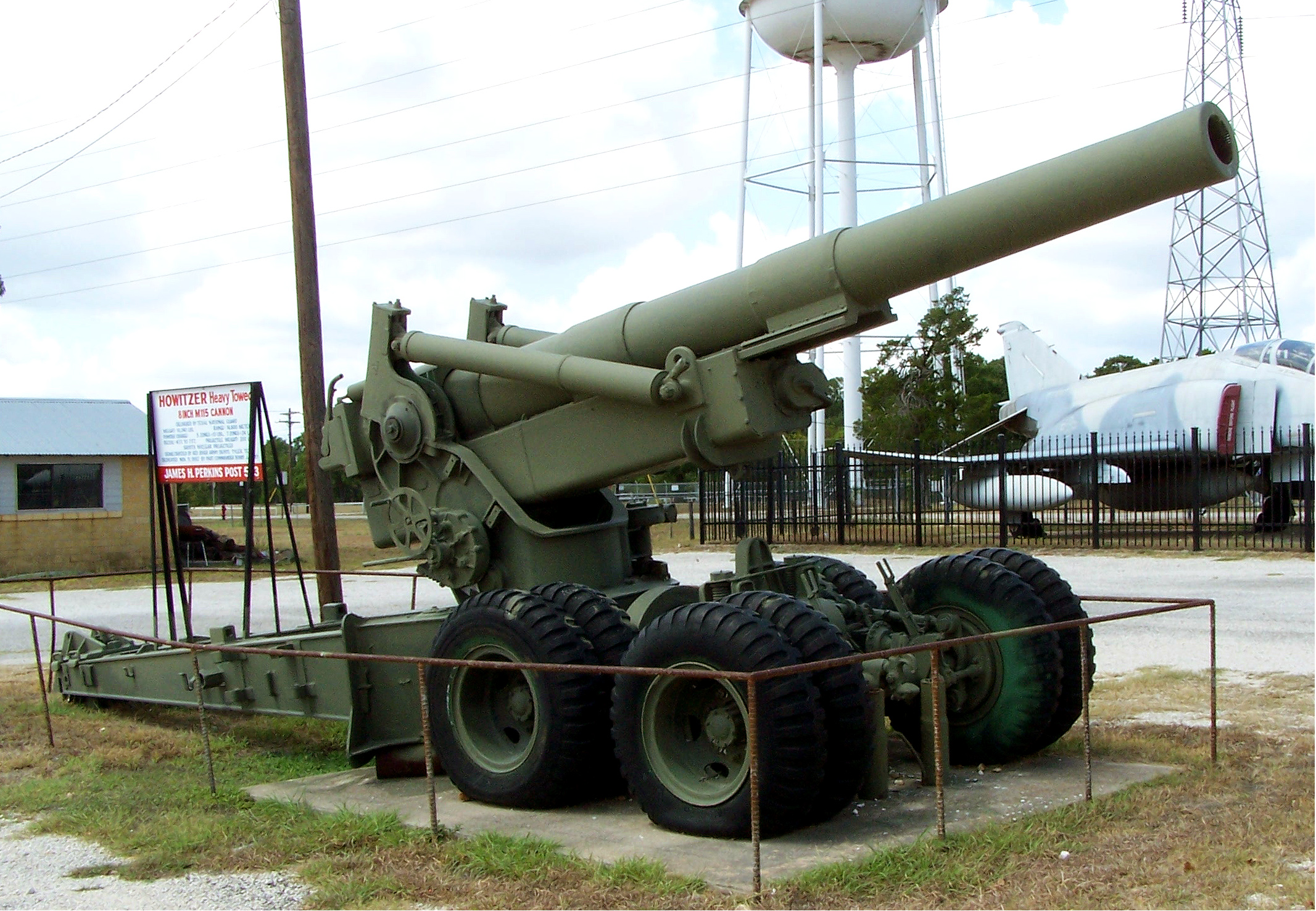
نمایی از ام۱۱۵، نوعی توپ هویتزر ۲۰۳ میلی‌متری در تگزاس، آمریکا - ۲۰۰۶

ام۱۱۵ نوعی توپ هویتزر ۲۰۳ میلی‌متری ساخت آمریکاست که در جنگ جهانی دوم مورد استفاده قرار گرفت. توپ خودکششی ام۱۱۰ نیز با قراردادن این توپ بر روی یک شاسی زرهی تولید شده‌است. این سلاح دارای کالیبر ۲۰۳ میلی‌متر و وزن گلوله آن در حدود ۷۰ کیلوگرم می‌باشد. ایران در دهه ۱۳۴۰ و ۱۳۵۰ از هر دو نوع کششی و خودکششی این توپ خریداری کرد و هم‌اکنون نیز از این سلاح در یگانهای توپخانه خود استفاده می‌کند.

## تاریخچه
توپ ام ۱۱۵ در جریان جنگ جهانی دوم‌ توسط‌ آمریکا ساخته شد.

### در ایران
از این توپ به صورت دست دوم، تعداد ۵۰ عراده در سال ۱۹۶۹ توسط ایران خریداری و به خدمت گرفته شد. این توپ، بزرگترین توپی است که در ایران مورد استفاده قرار می‌گیرد.